# Русский художественный листок
«Русский художественный листок» (сокр. РХЛ) — печатный сборник, журнал, издавался живописцем и рисовальщиком В. Ф. Тиммом в течение 12 лет, с 1851 по 1862 годы в Санкт-Петербурге, три раза в месяц. Рисунки (литографии), с небольшим объяснительным текстом, печатались в два тона, красками. В «Русском художественном листке» В. Ф. Тимм помещал как свои собственные рисунки на камне, так и исполненные другими художниками. Литографии к изданию готовились в мастерской А. Э. Мюнстера.

## История развития журнала
Сборник представлял собой лицевую летопись современных событий и важнейших явлений общественной жизни России. Главная задача В. Ф. Тимма заключалась в добросовестной и верной передаче воспринимаемых им впечатлений без критического анализа.
В течение ряда лет В. Ф. Тимм жил в Париже, Алжире, на Кавказе, в Севастополе, в Москве. Пребывание на Кавказе вдохновило его на создание «Русского художественного листка», который он начал издавать в Петербурге с 1851 года.
К сборнику был составлен в 1860 году систематический указатель рисунков за первое десятилетие. Издание «Русского художественного листка» было прекращено в 1862 году из-за болезни глаз В. Ф. Тимма.

## Содержание
Основное содержание листка составляли литографированные рисунки на актуальные темы (репортажи с мест событий, в том числе из Севастополя в разгар Крымской войны 1853—1856, сценки из петербургской жизни, портреты популярных личностей, репродукции с картин, шаржи и т. п.) в сопровождении кратких пояснительных текстов.
Уникальная портретная галерея современников (более 400 портретов), в том числе писателей (Л. Н. Толстой, И. С. Тургенев, В. А. Соллогуб и др.), художников, скульпторов, архитекторов (А. А. Иванов, А. А. Монферран, П. А. Федотов и др.), музыкантов (А. С. Даргомыжский, М. И. Глинка и др.), членов царской фамилии, видных военачальников, была создана В. Ф. Тиммом на страницах «Русского художественного листка». Помещались также рисунки на камне, исполненные другими художниками. К сотрудничеству в журнале были привлечены И. К. Айвазовский, П. П. Соколов, К. А. Трутовский, М. О. Микешин и другие художники.
Автором прилагаемых текстов был русский публицист и издатель Н. И. Греч. Сборник, представлявший собой лицевую летопись современных военных событий и важнейших явлений общественной жизни в России, имел большой успех у публики, особенно в годы Крымской войны.
По рисункам В. Ф. Тимма из «Русского художественного листка» совершенствовали своё мастерство гравёр И. П. Пожалостин и художник Н. С. Ефимов, которые проживали в Солотче и готовились к поступлению в Академию художеств.

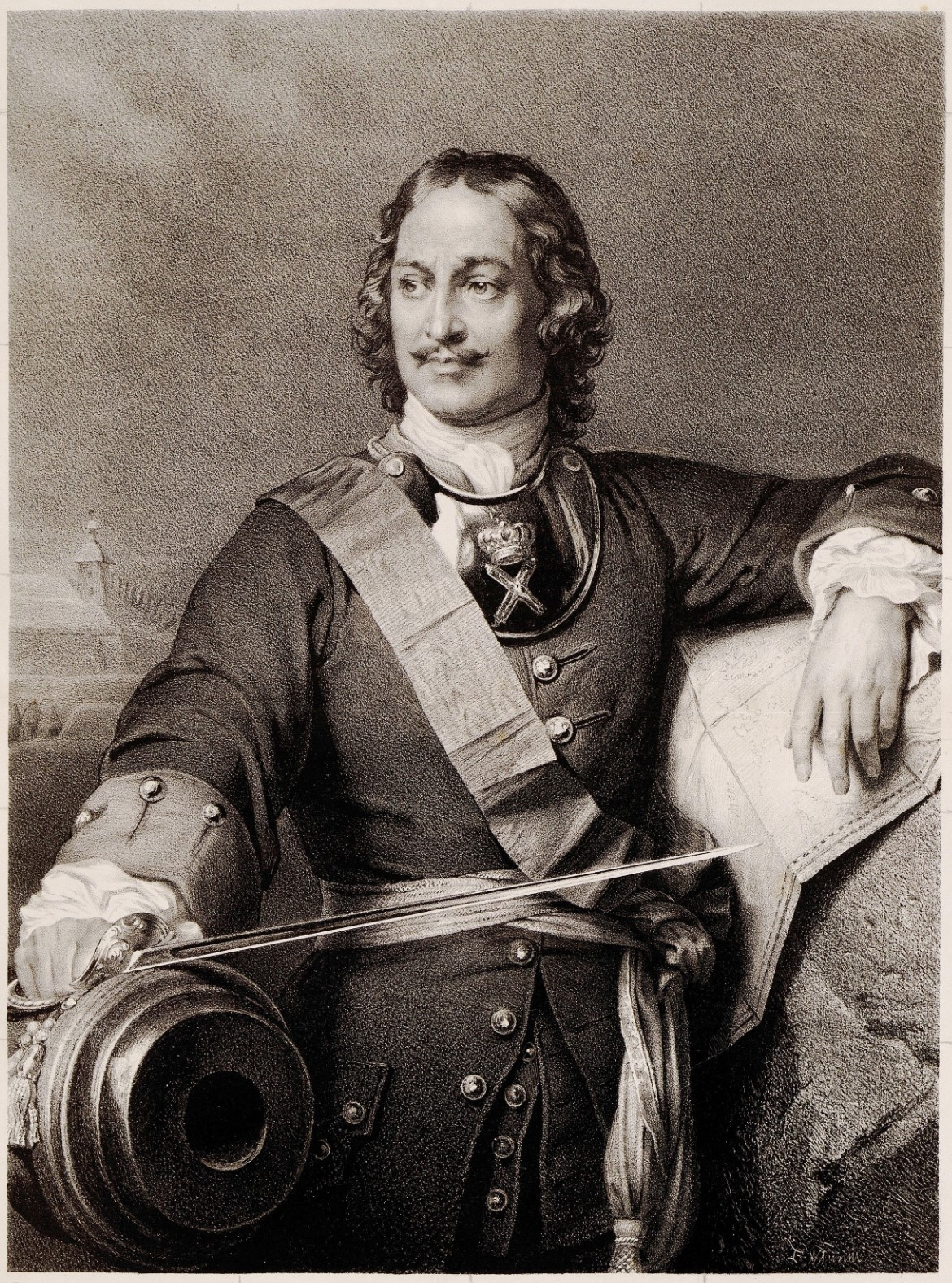
Пётр I. Рис.В.Тимма из издания Листка середины XIX века (с картины 1838г).
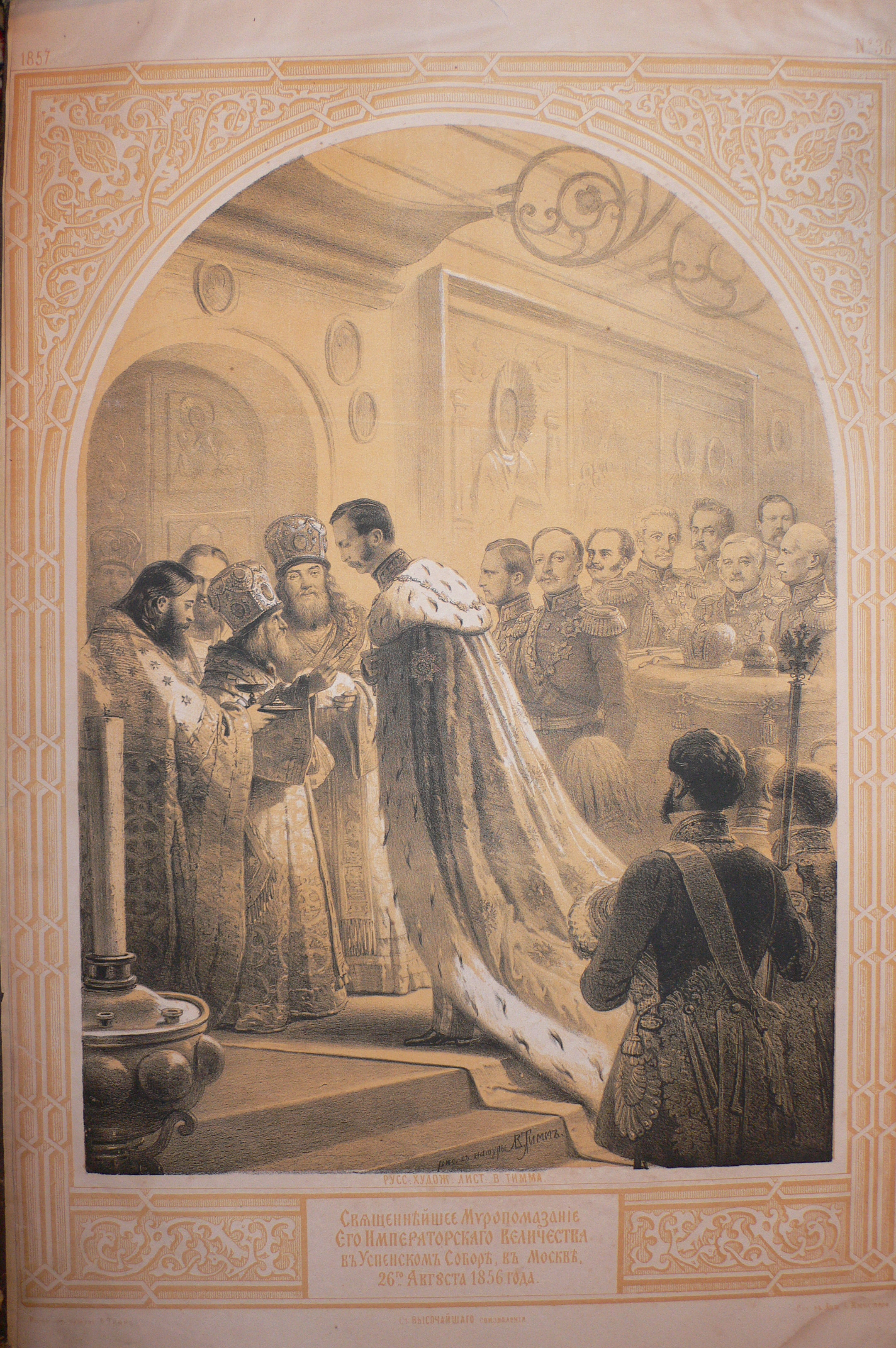
Священнейшее Миропомазание. Коронация Александра II. Рисовал с натуры В.Тимм
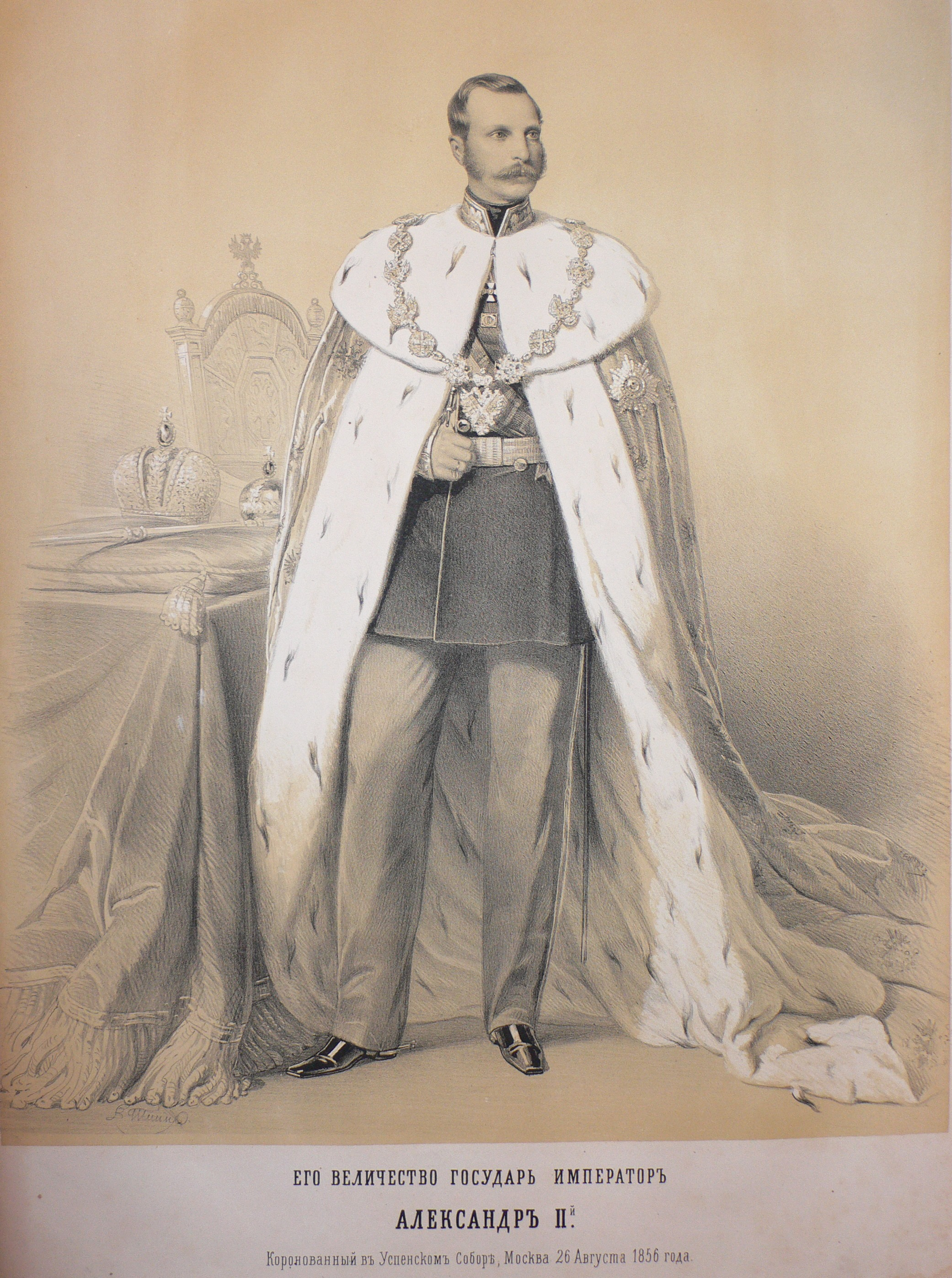
Император Александр II. Рисовал с натуры В.Тимм
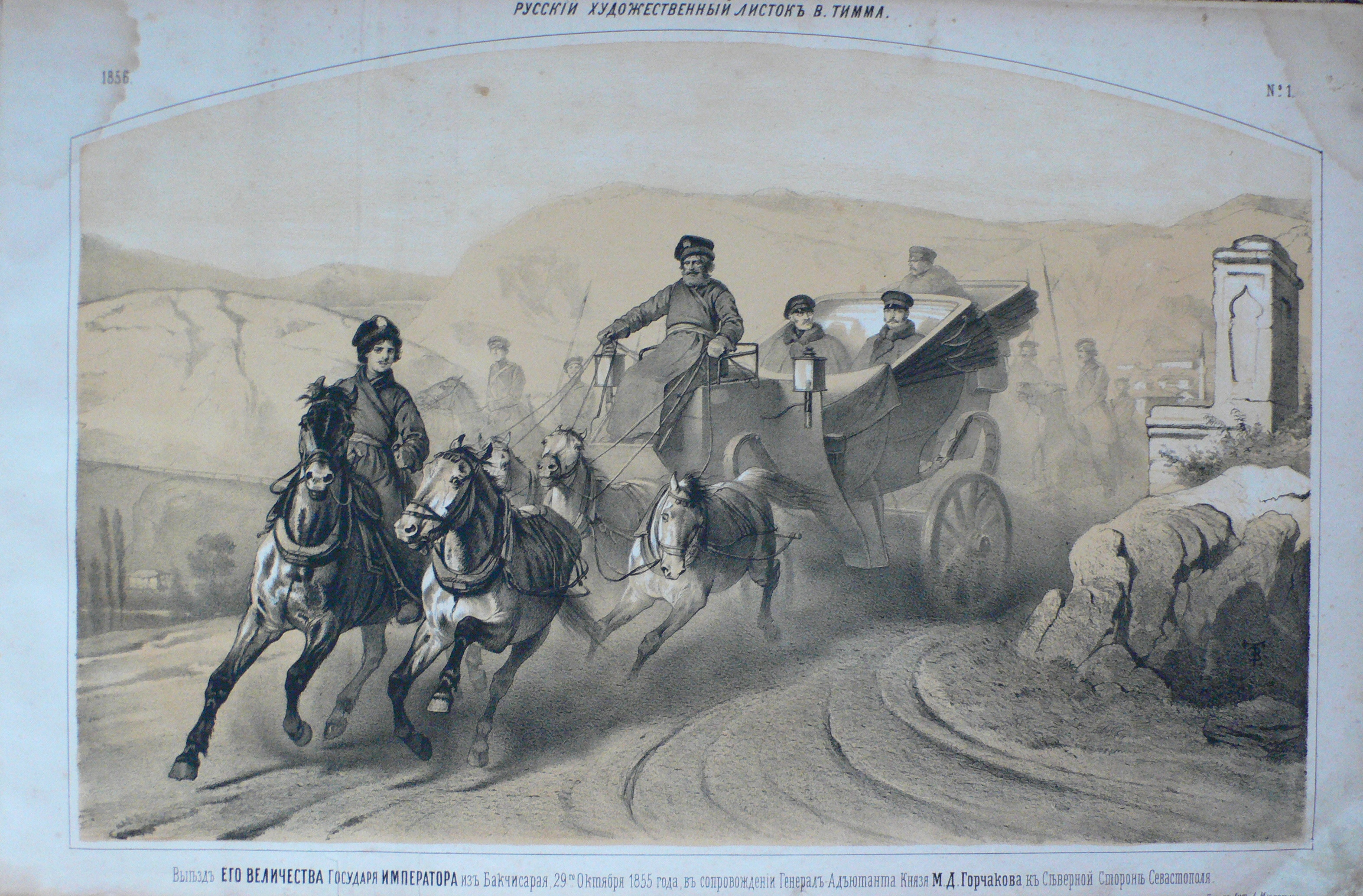
Выезд Его Величества Государя Императора из Бахчисарая

## Библиографическая редкость
«Русский художественный листок». Полный комплект литографий в старинных переплётах оценивается (по состоянию на начало 2013 года) в 2-2,5 млн руб.
В 2007 году в Санкт-Петербурге было выполнено полное переиздание этого сборника. В него включили три каталога и три альбома с 432 иллюстрациями. Издатели постарались максимально приблизить все иллюстрации по цвету к оригиналам. Для оформления был выбран кожаный переплет, на обложке выполнено тиснение золотом.